# Socialistiska republiken Tjeckien
Mellan 1969 och 1990, var Socialistiska republiken Tjeckien (Česká socialistická republika på tjeckiska; förkortat ČSR) det officiella namnet på den del av Tjeckoslovakien som senare kom att bli Tjeckien. Namnet användes från 1 januari 1969 till mars 1990.